# Tlogowungu (Kaloran)
Tlogowungu is een bestuurslaag in het regentschap Temanggung van de provincie Midden-Java, Indonesië. Tlogowungu telt 2053 inwoners (volkstelling 2010).